# 山鹿市立八幡小学校
山鹿市立八幡小学校（やまがしりつ やはたしょうがっこう）は、熊本県山鹿市熊入町にある小学校。

## 沿革
- 1874年 - 下吉田、熊入、石に小学舎創設。
- 1879年 - 湯町分校、熊入校、石村校、石村分校、杉校所在。
- 1887年 - 公立下吉田小学校、公立熊入小学校、公立石村小学校を合併し辺田に尋常熊入小学校設置。名塚分校設置。
- 1892年 - 八幡尋常小学校と改称。
- 1897年 - 名塚分教室を廃し、本校に合併。
- 1906年 - 高等科併設。八幡尋常高等小学校と改称。
- 1941年 - 八幡国民学校と改称。
- 1947年 - 八幡村立八幡小学校と改称。
- 1954年 - 山鹿市立八幡小学校と改称。